# 布赞
布赞（法語：Bouzin，法語發音：[buzɛ̃]）是法国上加龙省的一个市镇，属于圣戈当区。

## 地理
布赞（43°11'30"N, 0°53'4"E）面积4.27 平方千米，位于法国奧克西塔尼大區上加龙省，该省份为法国西南部内陆省份，西南端与西班牙接壤，自此顺时针与上比利牛斯省、热尔省、塔恩-加龙省、塔恩省、奥德省和阿列日省接壤。
与布赞接壤的市镇（或旧市镇、城区）包括：奥瑞纳、欧扎斯、卡兹讷沃蒙托。

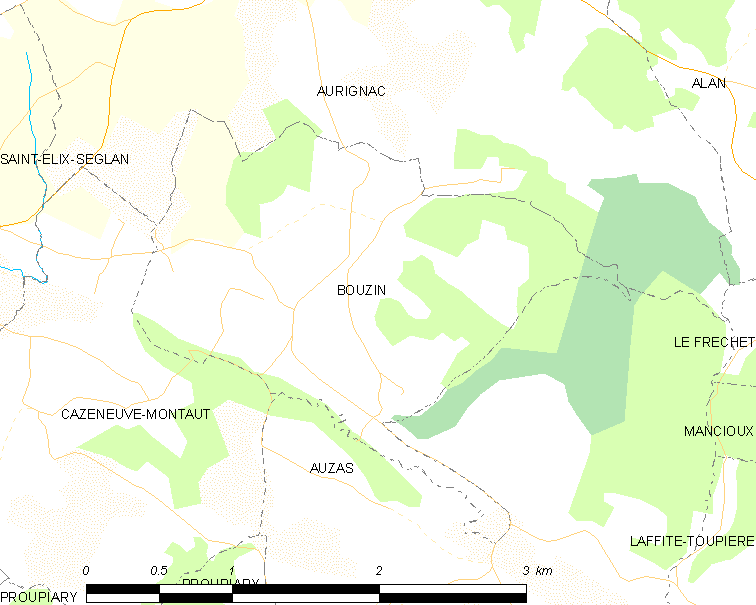
布赞的OSM定位图

布赞的时区为UTC+01:00、UTC+02:00（夏令时）。

## 行政
布赞的邮政编码为31420，INSEE市镇编码为31086。

## 政治
布赞所属的省级选区为卡泽尔县。

## 人口

1962-2008年间布赞人口变化图示

布赞于2022年1月1日时的人口数量为81人。